# Comtat de Douai
El comtat de Douai fou una efímera jurisdicció feudal del nord de França.
Adelram apareix a la segona meitat del segle IX com a comte de Laon on el va succeir el seu fill Gautier, al que va seguir vers el 900 d'un comte de parentiu desconegut de nom Roger I que governava encara el 926 i va deixar almenys fills, sent el gran Roger II, que el va succeir a Laon (926-931). El 931 Laon fou ocupada per Arnulf o Arnold (fill de Balduí II el Calb de Flandes), i Roger va rebre Douai, del que fou expulsat el seu posseïdor Arnald. Flodoard explica que Roger fou expulsat pel rei Lluís (Lluís IV de França) i Douai fou retornat a Arnald el 941, però més tard en fou expulsat altre cop pel rei. Roger va adquirir el 941 el comtat de Bassigny i Bolenois per matrimoni amb la filla del comte Gosselí o Gozeló. Vegeu comtat de Bassigny.
El comtat de Douai no torna a aparèixer i després els bisbes van nomenar vescomtes o castellans. Vegeu vescomtat de Douai.